# بطولة كرة القدم الألمانية 1931
بطولة كرة القدم الألمانية 1931 هو الموسم 24 من بطولة كرة القدم الألمانية ‏. أقيم خلال الفترة 10 مايو 1931 وحتى 14 يونيو 1931، وأشرف على تنظيمه اتحاد ألمانيا لكرة القدم، وكان عدد الأندية المشاركة فيه 16، وفاز فيه نادي هرتا برلين.